# 久利富周介
久利富 周介（くりとみ しゅうすけ、1905年 - 1927年3月1日）は、日本の俳優である。久利冨 周介と表記されることもある。本名は長島 勝重（ながしま かつしげ）。久利冨 周助、久利冨 秀介と表記に揺れがある。旧芸名は東 健兒（あずま けんじ）、東 健次、久里登美 周平（くりとみ しゅうへい）。

## 来歴・人物
1905年（明治35年）に生まれる。
詳細な年月日は不明だが、映画界に入る以前は筒井徳二郎一座に所属していた。1925年（大正14年）、マキノ・プロダクションに入社する。入社当初は東健児という芸名で活動していたが、同所の映画監督である寿々喜多呂九平（1899年 - 1960年）が、去る1924年（大正13年）5月8日に公開された後藤秋声監督映画『血桜』で阪東妻三郎（1901年 - 1953年）の演じた平戸美周介にちなんで、久利富周介と命名されたといわれている。以後、同所の悪役俳優として多数の作品に出演した。
また、2004年（平成16年）10月15日に発行された『日本映画人改名・改称事典』（国書刊行会）によれば、東健而で筒井徳二郎一座に入り、愚教師というペンネームを用いた事もあるという旨が記されているが、徳川夢声（1894年 - 1971年）を養成した事で知られる愚教師こと東健而（1889年 - 1933年）の誤植と思われる。
1927年（昭和2年）2月27日からロケーション撮影が開始された牧野省三監督映画『忠魂義烈 実録忠臣蔵』において、久利富は同年2月28日にかけて大雪の彦根城で月形龍之介（1902年 - 1970年）扮する清水一角に斬られて池に放り込まれる浪士役を演じたが、それがもとで流行性感冒を発症し、入院する。回復の見込みも無いまま、翌日の同年3月1日に流行性感冒、急性肺炎の併発症のため急逝した。満22歳没。撮影所葬は同年3月6日に行われた。なお、久利富の未亡人・長島フユは、同年7月7日に同じくマキノ・プロダクションに在籍していた小宮一晃（1902年 - 没年不詳）と再婚している。
久利富の来歴ついて記載されている資料はほとんど存在しない。また、キネマ旬報映画データベースにおいても久利富の項目は確認できない。

## 出演作品

### マキノ・プロダクション御室撮影所
特筆以外、全て製作は「マキノ・プロダクション御室撮影所」、配給は「マキノ・プロダクション」、全てサイレント映画、特筆以外は全て「久利富周介」名義である。
- 『中山安兵衛』：監督畑中蓼坡、1925年9月18日公開 - 職人半次 ※「東健次」名義
- 『寺小屋騒動』：監督曽根純三、1925年11月13日公開 - 目明し伝平 ※「東健次」名義
- 『義士と侠客』：指揮・監督マキノ省三、1925年11月20日（同年11月1日説もあり）公開 - 釣鐘権兵衛 ※「東健次」名義
- 『復讐と兄弟』：監督勝見正義、1925年12月18日（同年12月13日説もあり）公開 - 大和田荘九郎 ※「東健次」名義
- 『延宝奇聞 美丈夫 前篇』：監督二川文太郎、1926年1月14日公開 - 旗本岡鳶六郎左衛門
- 『延宝奇聞 美丈夫 後篇』：監督二川文太郎、1926年1月22日公開 - 旗本岡鳶六郎左衛門
- 『怪人 狼 前篇』：監督富澤進郎、1926年2月15日公開 - 近江僧内
- 『修羅八荒 第一篇』：総監督マキノ省三、監督二川文太郎・勝見正義・橋本佐一郎、1926年2月15日公開 - 怪しき旅人
- 『孔雀の光 第一篇』：総指揮マキノ省三、監督沼田紅緑、1926年2月26日公開 - 目明し文吉
- 『修羅八荒 第二篇』：総監督マキノ省三、監督二川文太郎・勝見正義、1926年3月3日公開 - 怪しき旅人
- 『孔雀の光 第二篇』：総指揮マキノ省三、監督沼田紅緑、1926年3月19日公開 - 目明し文吉
- 『外道』：総監督マキノ省三、監督沼田紅緑、1926年4月3日公開 - 剣客東啓之進
- 『怪人 狼 中篇』：監督富澤進郎、1926年4月21日公開 - 近江僧内
- 『大晏寺堤』：総指揮マキノ省三、監督橋本佐一郎、1926年4月26日公開 - 加村宇田右衛門
- 『怪人 狼 後篇』：監督富澤進郎、1926年4月30日公開 - 近江僧内
- 『孔雀の光 第三篇』：監督沼田紅緑、1926年4月30日公開 - 目明し文吉
- 『裁かるゝ者』：総監督マキノ省三、監督勝見正義、1926年5月14日公開 - 岡つ引鉄蔵
- 『花嵐』：監督村田正雄、1926年6月4日公開 - 弁慶の五郎兵衛
- 『転落』：監督井上金太郎、1926年6月18日公開 - 家臣宇田川
- 『修羅八荒 解決篇』：総監督マキノ省三、1926年9月3日公開 - 日下部
- 『清河八郎の死』：監督橋本佐一郎、1926年9月10日（同年9月8日説もあり）公開
- 『蠅』：監督中根龍太郎、1926年9月24日（同年9月20日説もあり）公開
- 『仇討奇譚 勝鬨』：総指揮マキノ省三、監督勝見正義、1926年9月24日公開 - 大井仙八郎
- 『佐平次捕物帖 新釈紫頭巾 前篇』：総監督マキノ省三、監督沼田紅緑、1926年10月15日公開 - ニセ紫頭巾
- 『佐平次捕物帖 新釈紫頭巾 後篇』：総監督マキノ省三、監督沼田紅緑、1926年10月22日公開 - ニセ紫頭巾
- 『鳴門秘帖 第一篇』：総指揮マキノ省三、監督沼田紅緑、1926年11月7日公開 - 天堂一角
- 『鳴門秘帖 第二篇』：総指揮マキノ省三、監督沼田紅緑、1926年11月21日公開 - 天堂一角
- 『正剣邪剣』：総指揮マキノ省三、監督金森万象、1926年12月22日公開
- 『影法師捕物帳 前篇』：監督二川文太郎、1926年12月31日公開 - 銀釜の鉄五郎
- 『涙』：総監督マキノ省三、監督井上金太郎、1927年1月28日公開 - 幡野嘉十郎
- 『鳴門秘帖 第三篇』：総指揮マキノ省三、監督沼田紅緑、1927年2月9日公開 - 天堂一角
- 『心中雲母阪』：総指揮マキノ省三、監督井上金太郎・橋本栄一、1927年3月18日公開 - 山田淳太郎
- 『新生の妻』：監督高見貞衛、1927年4月15日公開 - 魚場の真次
- 『鳴門秘帖 第四篇』：総指揮マキノ省三、監督沼田紅緑、1927年5月27日公開 - 天堂一角
- 『鳴門秘帖 第五篇』：総指揮マキノ省三、監督沼田紅緑、1927年6月3日公開 - 天堂一角
- 『恋の守備兵』：監督中根龍太郎、製作勝見庸太郎プロダクション、1927年6月10日公開 - 富める貴族
- 『鳴門秘帖 第六篇』：総指揮マキノ省三、監督沼田紅緑、1927年7月14日公開 - 天堂一角
- 『鳴門秘帖 最終篇』：総指揮マキノ省三、監督沼田紅緑、1927年9月15日公開 - 天堂一角